# سید ابوالقاسم
سید ابوالقاسم ممکن است نام یکی از افراد زیر باشد:
- سید ابوالقاسم خویی
- سید ابوالقاسم خوانساری
- سید ابوالقاسم لاهیجی
- سید ابوالقاسم دهکردی
- سید ابوالقاسم کاشانی
- سید ابوالقاسم نباتی